# Molucksjön

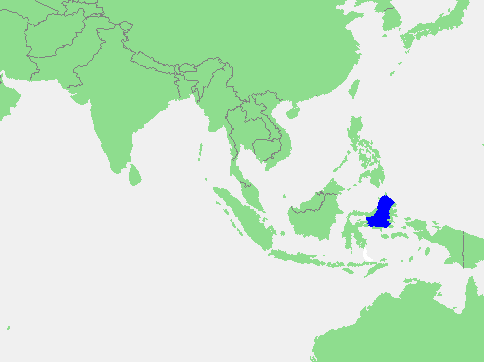
Molucksjöns placering i Sydostasien.

Molucksjön är havsområdet mellan de indonesiska öarna Moluckerna och Sulawesi. Molucksjön gränsar i söder till Bandasjön och i norr till Celebessjön.